# Un précurseur (film, 1916)
Pour les articles homonymes, voir Précurseur.

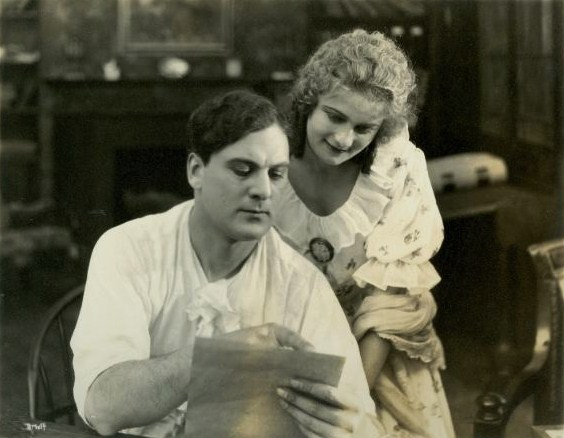
Thomas Meighan et Florence Dagmar dans une scène du film.

Un précurseur (Pudd'nhead Wilson) est un film américain réalisé par Frank Reicher, sorti en 1916.

## Synopsis
Un meurtre mystérieux a été commis, au milieu du XIXe siècle. Une nurse appelée Roxy échange son fils avec celui de son patron. Ce fils grandit sous le nom de Tom Driscoll, alors que le vrai Tom grandit comme un esclave sous le nom de Chambers. Rowena Cooper arrive dans la région et tombe amoureuse de Chambers. Il est accusé de meurtre, et l'avocat excentrique  Pudd'nhead Wilson mène son enquête. Il utilise le relevé d'empreintes digitales pour démasquer le vrai coupable, et à cette occasion découvre la vérité à propos de Tom et Chambers.

## Fiche technique
- Réalisation : Frank Reicher
- Scénario : Margaret Turnbull
- Photographie : Walter Stradling
- Production : Jesse L. Lasky Feature Play Company
- Distributeur : Paramount Pictures
- Durée : 50 minutes
- Date de sortie : 31 janvier 1916

## Distribution
- Theodore Roberts : Pudd'nhead Wilson
- Alan Hale, Sr. : Tom Driscoll
- Thomas Meighan : Chambers
- Florence Dagmar : Rowena Cooper
- Jane Wolfe : Roxy
- Ernest Joy : Juge Driscoll
- Gertrude Kellar : Mrs. Driscoll